# National Trust for Scotland
National Trust for Scotland (NTS; szkocki gaelicki: Urras Nàiseanta na h-Alba) – organizacja charytatywna, zajmująca się ochroną i promocją przyrodniczego i kulturowego dziedzictwa Szkocji.
Założona w 1931 roku, w 2010 zatrudniała 450 pracowników, zrzeszała ponad 310 000 członków oraz 1,5 miliona zarejestrowanych gości. Organizacja pełni podobną funkcję co National Trust – instytucja obejmująca swym działaniem Anglię, Walię i Irlandię Północną. Organizacji patronuje Karol, książę Walii; prezydentem jest Richard Scott, 10. książę Buccleuch, przewodniczącym zaś Shonaig Macpherson.
Organizacja zarządza ponad 127 nieruchomościami i 760 km² (76 000 ha, 180 000 akrów) terenów – zamków, starożytnych domostw, historycznych miejsc, ogrodów oraz odległych terenów wiejskich.